# Mistrzostwa Polski w Skokach Narciarskich 1984
59. Mistrzostwa Polski w Skokach Narciarskich – zawody o mistrzostwo Polski w skokach narciarskich, które odbyły się w dniach 19 lutego-23 marca 1984 roku na Średniej i Wielkiej Krokwi w Zakopanem.
W konkursie indywidualnym na skoczni normalnej zwyciężył Piotr Fijas, srebrny medal zdobył Bogdan Zwijacz, a brązowy – Janusz Duda. Na dużym obiekcie najlepszy okazał się Piotr Fijas, który wyprzedził Tadeusza Fijasa i Jarosława Węgrzynkiewicza. Konkurs drużynowy na dużej skoczni wygrał zespół WKS Zakopane w składzie: Jarosław Mądry, Jan Kowal, Mirosław Pytel i Zbigniew Klimowski.

## Wyniki

### Konkurs indywidualny na normalnej skoczni (19.02.1984)
| Miejsce | Zawodnik       | Klub                   | Skok 1 | Skok 2 | Punkty |
| ------- | -------------- | ---------------------- | ------ | ------ | ------ |
| 1.      | Piotr Fijas    | BBTS Bielsko-Biała     | 75,5   | 76,5   | 211,4  |
| 2.      | Bogdan Zwijacz | Wisła-Gwardia Zakopane | 67,5   | 75,0   | 196,4  |
| 3.      | Janusz Duda    | Wisła-Gwardia Zakopane | 71,5   | 68,5   | 195,4  |
| 4.      | Jan Kowal      | WKS Zakopane           | 70,0   | 69,0   | 188,6  |
| 5.      | Tadeusz Bafia  | Wisła-Gwardia Zakopane | 67,0   | 70,0   | 187,1  |
| 6.      | Tadeusz Fijas  | Olimpia Goleszów       | 69,0   | 68,5   | 185,9  |
| 7.      | Janusz Malik   | LKS Skrzyczne Szczyrk  | 67,0   | 70,5   | 184,4  |
| 8.      | Jan Łoniewski  | Olimpia Goleszów       | 68,5   | 68,0   | 184,3  |

### Konkurs indywidualny na dużej skoczni (20.02.1984)
| Miejsce | Zawodnik                | Klub                   | Skok 1 | Skok 2 | Punkty |
| ------- | ----------------------- | ---------------------- | ------ | ------ | ------ |
| 1.      | Piotr Fijas             | BBTS Bielsko-Biała     | 108,0  | 111,0  | 204,1  |
| 2.      | Tadeusz Fijas           | Olimpia Goleszów       | 105,0  | 105,0  | 191,5  |
| 3.      | Jarosław Węgrzynkiewicz | LKS Skrzyczne Szczyrk  | 101,0  | 109,0  | 189,5  |
| 4.      | Bogdan Zwijacz          | Wisła-Gwardia Zakopane | 107,5  | 100,0  | 188,5  |
| 5.      | Jan Kowal               | WKS Zakopane           | 105,0  | 102,5  | 186,5  |
| 6.      | Ryszard Guńka           | Wisła-Gwardia Zakopane | 103,0  | 101,0  | 183,6  |
| 7.      | Janusz Duda             | Wisła-Gwardia Zakopane | 101,5  | 102,0  | 183,4  |
| 8.      | Józef Pluskota          | Olimpia Goleszów       | 102,0  | 100,0  | 178,8  |

### Konkurs drużynowy na dużej skoczni (23.03.1984)
| Miejsce | Klub                   | Zawodnik                | Nota zespołu |
| ------- | ---------------------- | ----------------------- | ------------ |
| 1.      | WKS Zakopane           | Jarosław Mądry          | 505,6        |
| 1.      | WKS Zakopane           | Jan Kowal               | 505,6        |
| 1.      | WKS Zakopane           | Mirosław Pytel          | 505,6        |
| 1.      | WKS Zakopane           | Zbigniew Klimowski      | 505,6        |
| 2.      | Olimpia Goleszów       | Henryk Tajner           | 499,1        |
| 2.      | Olimpia Goleszów       | Tadeusz Fijas           | 499,1        |
| 2.      | Olimpia Goleszów       | Józef Pluskota          | 499,1        |
| 2.      | Olimpia Goleszów       | Jan Łoniewski           | 499,1        |
| 3.      | LKS Skrzyczne Szczyrk  | Zbigniew Malik          | 493,7        |
| 3.      | LKS Skrzyczne Szczyrk  | Zenon Węgrzynkiewicz    | 493,7        |
| 3.      | LKS Skrzyczne Szczyrk  | Jarosław Węgrzynkiewicz | 493,7        |
| 3.      | LKS Skrzyczne Szczyrk  | Janusz Malik            | 493,7        |
| 4.      | Wisła-Gwardia Zakopane | Stanisław Ustupski      | 490,0        |
| 4.      | Wisła-Gwardia Zakopane | Bogdan Zwijacz          | 490,0        |
| 4.      | Wisła-Gwardia Zakopane | Janusz Duda             | 490,0        |
| 4.      | Wisła-Gwardia Zakopane | Ryszard Guńka           | 490,0        |
| 5.      | BBTS Bielsko-Biała     | Wojciech Gruszecki      | 468,9        |
| 5.      | BBTS Bielsko-Biała     | Artur Pawłowski         | 468,9        |
| 5.      | BBTS Bielsko-Biała     | Bogusław Aniołkowski    | 468,9        |
| 5.      | BBTS Bielsko-Biała     | Piotr Fijas             | 468,9        |
| 6.      | Śnieżka Karpacz        | Grzegorz Jabłoński      | 338,7        |
| 6.      | Śnieżka Karpacz        | Robert Witke            | 338,7        |
| 6.      | Śnieżka Karpacz        | Mariusz Kurek           | 338,7        |